# 邝愈平墓
邝愈平墓，位于中国广东省河源市源城区和平村，为河源市的一个市、县级文物保护单位，类型为古墓葬，公布时间为1986年3月。
邝愈平墓的历史年代为宋代。